# Wielka Brytania na Mistrzostwach Świata w Lekkoatletyce 2013
Wielka Brytania na Mistrzostwach Świata w Lekkoatletyce 2013 – reprezentacja Wielkiej Brytanii podczas mistrzostw świata w Moskwie liczyła 60 zawodników. Zdobyła 6 medali.

## Medaliści

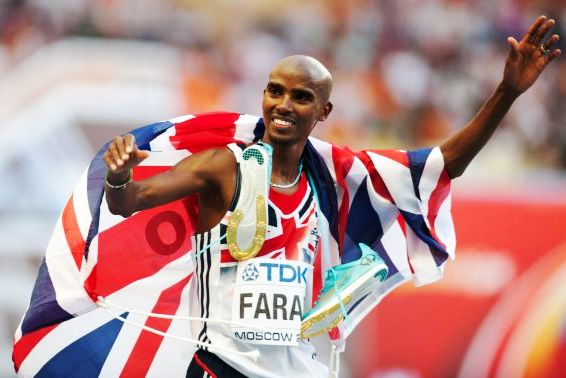
Mohamed Farah – zwycięzca biegów na 5000 metrów i 10 000 metrów

| Medal | Zawodnik                                                    | Konkurencja                       |
| ----- | ----------------------------------------------------------- | --------------------------------- |
|       | Mohamed Farah                                               | Bieg na 5000 m mężczyzn           |
|       | Mohamed Farah                                               | Bieg na 10 000 m mężczyzn         |
|       | Christine Ohuruogu                                          | Bieg na 400 m kobiet              |
|       | Tiffany Porter                                              | Bieg na 100 m przez płotki kobiet |
|       | Margaret Adeoye Eilidh Child Shana Cox Christine Ohuruogu   | Sztafeta 4 × 400 m kobiet         |
|       | Hayley Jones Annabelle Lewis Ashlee Nelson Dina Asher Smith | Sztafeta 4 × 100 m kobiet         |

## Występy reprezentantów Wielkiej Brytanii

### Mężczyźni

#### Konkurencje biegowe
| Konkurencja                   | Zawodnik | Eliminacje   | Eliminacje | Półfinał     | Półfinał | Finał         | Finał   |
| Konkurencja                   | Zawodnik | Rezultat     | Pozycja    | Rezultat     | Pozycja  | Rezultat      | Pozycja |
| ----------------------------- | --- | ------------ | ---------- | ------------ | -------- | ------------- | ------- |
| Bieg na 100 m                 | Harry Aikines-Aryeetey                                                                                         | 10,16        | 14. Q      | 10,34        | 22.      | NQ            | NQ      |
| Bieg na 100 m                 | Dwain Chambers                                                                                                 | 10,14        | 11. Q      | 10,15        | 14.      | NQ            | NQ      |
| Bieg na 100 m                 | James Dasaolu                                                                                                  | 10,20        | 21. q      | 9,97         | 7. q     | 10,21         | 8.      |
| Bieg na 200 m                 | James Ellington                                                                                                | 20,55        | 14. Q      | 20,44        | 11.      | NQ            | NQ      |
| Bieg na 200 m                 | Adam Gemili | 20,17 (PB)   | 1. Q       | 19,98 (PB)   | 2. Q     | 20,08         | 5.      |
| Bieg na 200 m                 | Delano Williams                                                                                                | 20,72        | 25. Q      | 20,61        | 18.      | NQ            | NQ      |
| Bieg na 400 m                 | Nigel Levine                                                                                                   | 45,41        | 15. Q      | 45,60        | 14.      | NQ            | NQ      |
| Bieg na 800 m                 | Andrew Osagie                                                                                                  | 1:46,16      | 8. Q       | 1:44,85 (SB) | 6. q     | 1:44,36 (SB)  | 5.      |
| Bieg na 800 m                 | Michael Rimmer                                                                                                 | 1:45,47      | 3. Q       | 1:47,06      | 19.      | NQ            | NQ      |
| Bieg na 1500 m                | Chris O’Hare                                                                                                   | 3:38,86      | 14. q      | 3:43,58      | 15. Q    | 3:46,04       | 12.     |
| Bieg na 5000 m                | Mohamed Farah                                                                                                  | 13:23,93     | 8.         | —            | —        | 13:26,98      | złoto   |
| Bieg na 10 000 m              | Mohamed Farah                                                                                                  | —            | —          | —            | —        | 27:21,71 (SB) | złoto   |
| Bieg na 110 m przez płotki    | William Sharman                                                                                                | 13,51        | 16. Q      | 13,34        | 5. q     | 13,30         | 5.      |
| Bieg na 400 m przez płotki    | David Greene                                                                                                   | 49,79        | 16. q      | 49,25        | 12.      | NQ            | NQ      |
| Bieg na 400 m przez płotki    | Sebastian Rodger                                                                                               | 49,66        | 12. q      | 49,32        | 15.      | NQ            | NQ      |
| Bieg na 400 m przez płotki    | Rhys Williams                                                                                                  | 49,85        | 18. Q      | 49,29        | 14.      | NQ            | NQ      |
| Bieg na 3000 m z przeszkodami | James Wilkinson                                                                                                | 8:35,07      | 31.        | —            | —        | NQ            | NQ      |
| Chód na 20 km                 | Alex Wright | —            | —          | —            | —        | 1:26:40       | 31.     |
| Sztafeta 4 × 100 m            | Harry Aikines-Aryeetey James Ellington Adam Gemili Dwain Chambers Richard Kilty(elim.) James Dasaolu           | 38,12 (SB)   | 2. Q       | —            | —        | 37,80         | DQ      |
| Sztafeta 4 × 400 m            | Conrad Williams Martyn Rooney Michael Bingham Nigel Levine Jamie Bowie(elim.) Luke Lennon-Ford Delano Williams | 3:00,50 (SB) | 2. Q       | —            | —        | 3:00,88       | 4.      |

#### Konkurencje techniczne
| Konkurencja   | Zawodnik        | Eliminacje | Eliminacje | Finał    | Finał   |
| Konkurencja   | Zawodnik        | Rezultat   | Pozycja    | Rezultat | Pozycja |
| ------------- | --------------- | ---------- | ---------- | -------- | ------- |
| Skok wzwyż    | Robert Grabarz  | 2,29 m     | 1. q       | 2,29 m   | 8.      |
| Skok w dal    | Greg Rutherford | 7,81 m     | 14.        | NQ       | NQ      |
| Skok o tyczce | Steven Lewis    | NM         | NM         | NQ       | NQ      |
| Rzut dyskiem  | Brett Morse     | 59,23      | 23.        | NQ       | NQ      |
| Dziesięciobój | Ashley Bryant   | —          | —          | DNS      |         |

### Kobiety

#### Konkurencje biegowe
| Konkurencja                   | Zawodniczka | Runda 1      | Runda 1 | Półfinał   | Półfinał | Finał        | Finał   |    |    |
| Konkurencja                   | Zawodniczka | Rezultat     | Pozycja | Rezultat   | Pozycja  | Rezultat     | Pozycja |    |    |
| ----------------------------- | --- | ------------ | ------- | ---------- | -------- | ------------ | ------- | -- | -- |
| Bieg na 100 m                 | Asha Philip | 11,29        | 17. Q   | 11,35      | 17.      | NQ           | NQ      |    |    |
| Bieg na 200 m                 | Anyika Onuora | 23,36        | 32.     | NQ         | NQ       | NQ           | NQ      |    |    |
| Bieg na 200 m                 | Jodie Williams | 23,00        | 17. q   | 23,21      | 19.      | NQ           | NQ      |    |    |
| Bieg na 400 m                 | Christine Ohuruogu | 50,20        | 1. Q    | 49,75 (SB) | 2. Q     | 49,41 (NR)   | złoto   |    |    |
| Bieg na 800 m                 | Marilyn Okoro | 1:59,43 (SB) | 2.      | 2:02,26    | 15.      | NQ           | NQ      |    |    |
| Bieg na 800 m                 | Laura Muir | 2:00,80 (PB) | 17. Q   | 2:00,83    | 9.       | NQ           | NQ      |    |    |
| Bieg na 800 m                 | Jessica Judd | 2:01,48      | 21.     | NQ         | NQ       | NQ           | NQ      |    |    |
| Bieg na 1500 m                | Hannah England | 4:08,05      | 11. Q   | 4:06,80    | 14. Q    | 4:04,98      | 4.      |    |    |
| Bieg na 1500 m                | Laura Weightman | 13,35        | 29.     | NQ         | NQ       | NQ           | NQ      |    |    |
| Bieg na 100 m przez płotki    | Tiffany Porter | 12,72        | 4. Q    | 12,63      | 4. Q     | 12,55 (PB)   | brąz    |    |    |
| Bieg na 400 m przez płotki    | Perri Shakes-Drayton | 54,42        | 1. Q    | 53,92      | 2. Q     | 56,25        | 7.      |    |    |
| Bieg na 400 m przez płotki    | Eilidh Child | 55,17        | 4. Q    | 54,32      | 5.       | 54,86        | 5.      |    |    |
| Bieg na 400 m przez płotki    | Meghan Beesley | 55,45        | 9. Q    | 54,97 (PB) | 9.       | NQ           | NQ      | NQ | NQ |
| Bieg na 3000 m z przeszkodami | Eilish McColgan | 9:35,82 (PB) | 7. q    | —          | —        | 9:37,33      | 10.     |    |    |
| Maraton                       | Sonia Samuels | —            | —       | —          | —        | 2:38:47(SB)  | 16.     |    |    |
| Maraton                       | Susan Partridge | —            | —       | —          | —        | 2:36:24      | 10.     |    |    |
| Sztafeta 4 × 100 m            | Dina Asher-Smith Ashlee Nelson Annabelle Lewis Hayley Jones Bianca Williams Jodie Williams                                                  | 42,75        | 6.      | —          | —        | 42,87        | brąz    |    |    |
| Sztafeta 4 × 400 m            | Eilidh Child Shana Cox Margaret Adeoye Christine Ohuruogu Kirsten McAslan Kelly Massey Victoria Ohuruogu Anyika Onuora Perri Shakes-Drayton | 3:25,29      | 3. Q    | —          | —        | 3:22,61 (SB) | brąz    |    |    |

#### Konkurencje techniczne
| Konkurencja | Zawodniczka               | Eliminacje | Eliminacje | Finał          | Finał   |
| Konkurencja | Zawodniczka               | Rezultat   | Pozycja    | Rezultat       | Pozycja |
| ----------- | ------------------------- | ---------- | ---------- | -------------- | ------- |
| Skok w dal  | Shara Proctor             | 6,85 m     | 1. Q       | 6,79 m         | 6.      |
| Skok w dal  | Lorraine Ugen             | NM         | NM         | NQ             | NQ      |
| Rzut młotem | Sophie Hitchon            | 68,56 m    | 19.        | NQ             | NQ      |
| Siedmiobój  | Katarina Johnson-Thompson | —          | —          | 6449 pkt. (PB) | 5.      |